# Ferdinando Chefalo

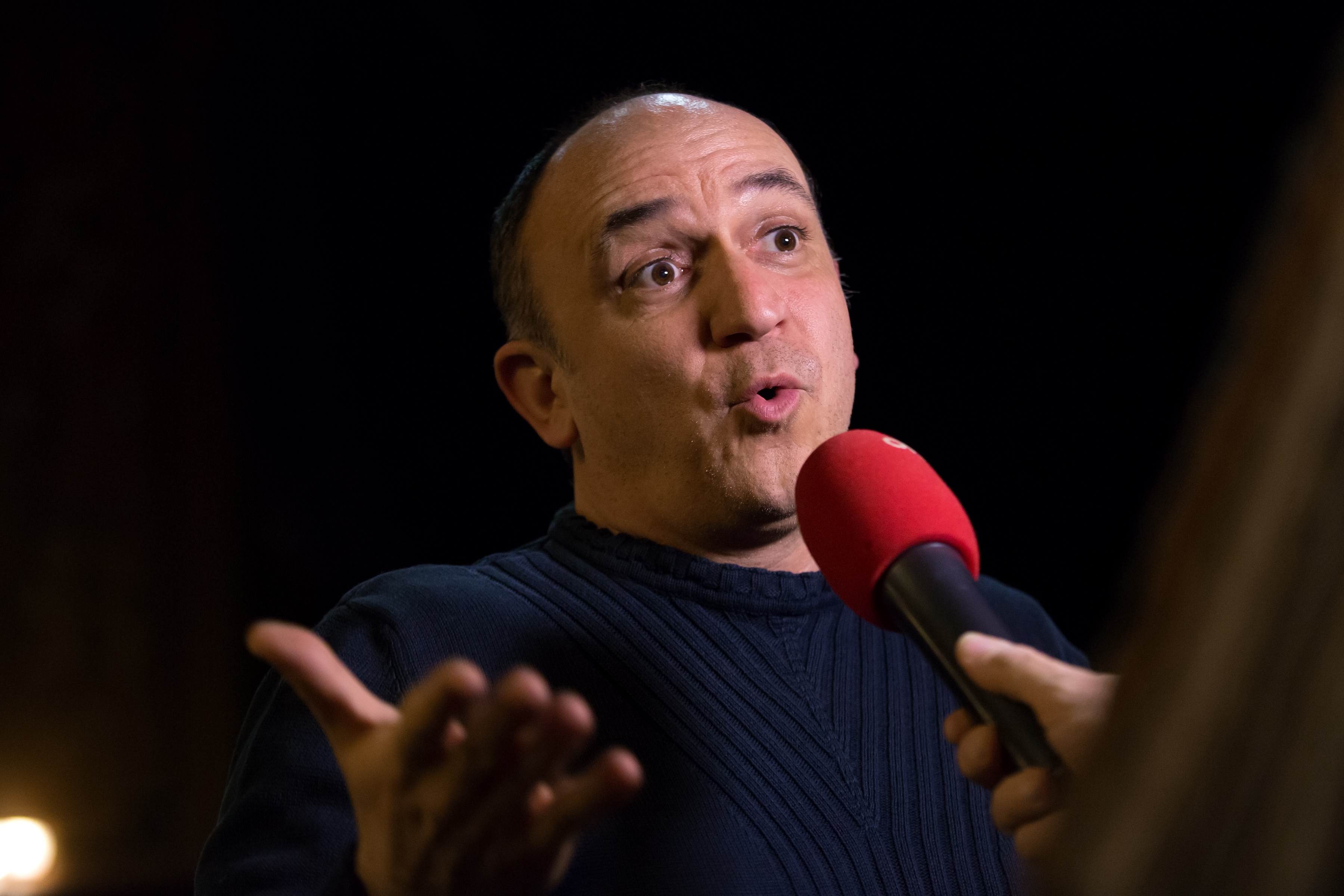
Ferdinando Chefalo bei der Premiere von Nina Hartmanns Kabarett Schön, dass es mich gibt im Orpheum Wien (2016)

Ferdinando Chefalo (* 1964 in Italien) ist ein italienischer Balletttänzer, Choreograph und Regisseur, der seit den 1980er Jahren in Österreich lebt und arbeitet.

## Leben und Wirken
Ferdinando Chefalo wurde im Jahre 1964 in Italien geboren und wuchs in der Schweiz auf. Seine Tanzausbildung erhielt er acht Jahre lang bei Rolf Bertschinger an der Accademia di Danza Classica in Lugano und schloss diese am 30. Juni 1984 mit dem Ballettdiplom ab. Im Gesang wurde er unter anderem vom ehemaligen Wiener Opernsänger Walter Kreppel ausgebildet.
Weiterführenden Schauspielunterricht nahm Chefalo, der von 1987 bis 1990 ein Schauspielstudium an der Universität für Musik und darstellende Kunst Wien absolvierte und dieses am 12. Juni 1990 mit der Bühnenreifeprüfung vor der Paritätischen Bühnenprüfungskommission Wien abschloss, bei Regisseurin Elisabeth Schuster. Nach dem Beginn seiner Bühnenkarriere am Stadttheater St. Pölten folgten weitere Engagements am Theater an der Wien, an der Volksoper Wien, im Raimundtheater, im Ronacher, der Kleinen Komödie, am Häbse-Theater in Basel, sowie an diversen weiteren Wirkungsstätten. Als Schauspieler, Sänger und Tänzer wirkte er an zahlreichen Stücken wie Cats, La Cage aux Folles, Der Mann von La Mancha, Grease, Kiss Me, Kate, Avant, Avanti!, La Cage aux Folles, Der Bauer als Millionär, Die Bernauerin, Pariser Leben und zahlreichen weiteren Produktionen mit. Insgesamt war Chefalo an über 2500 Vorstellungen beteiligt.
Daneben wirkte er vor allem in den 1990er Jahren als Darsteller auch an diversen Film- und Fernsehproduktionen mit und war unter anderem in Alle für die Mafia, Medicopter 117 – Jedes Leben zählt, Ein Schutzengel auf Reisen, Tatort, Iris & Violetta, Eine kleine Erfrischung, Tonino und Toinette, Julia – Eine ungewöhnliche Frau, Liebe, Lüge, Leidenschaft, Der Kapitän oder Tom Turbo zu sehen. Auch in Werbespots wurde Chefalo des Öfteren für namhafte Marken eingesetzt. Seit den 1990er Jahren ist er zudem als Choreograph und Regisseur für Theater, Fernsehen und Events tätig und wirkte bereits an über 300 Produktionen des ORF als Chefchoreograph mit. Darunter trat er auch des Öfteren selbst vor der Kamera in Erscheinung, beispielsweise in Starmania, Musical! Die Show, Dancing Stars oder Helden von morgen. 2010 wirkte er als prominenter Spieler an der zweiten Staffel der Fernsehshow Das Match mit. In den Jahren 2000 bis 2003 war er als Künstlerischer Leiter der Agentur Loop-Line Brand & Live Communications AG aktiv.
Heute tritt der in Laxenburg lebende Chefalo vielfach als Choreograph und Regisseur an diversen Schauspielstätten in ganz Österreich und im benachbarten Ausland in Erscheinung.